# Relax No. 1
 For alternative betydninger, se Relax No. 1 (flertydig). (Se også artikler, som begynder med Relax No. 1)
Relax No. 1 er det 13. studiealbum af den danske sangerinde og sangskriver Anne Linnet, der blev udgivet i 2003 på hendes eget pladeselskab Circle Records. Albummet er blevet beskrevet som "afslapningsmusik" og er hovedsageligt instrumentalt. Relax No. 1 var oprindeligt planlagt til at være den første udgivelse i en trilogi.
Om musikken på albummet har Anne Linnet udtalt: "Hvis man møder mennesker, der er rigtig kede af det, er de i en slags urørlig tilstand. Der er ikke ret meget eller mange, der kan nå derind, men det kan musikken. Musik har den vidunderlige egenskab, at den kan forstærke følelser og få én til ikke at føle sig alene. Den kan hjælpe med til at give slip på sorgen, på følelsen af trøstesløshed".

## Spor
Alle sange er komponeret af Anne Linnet.
| #  | Titel             | Længde |
| -- | ----------------- | ------ |
| 1. | "Let Go Sorrow"   | 7:21   |
| 2. | "Let Go Hollow"   | 11:25  |
| 3. | "Let Go Darkness" | 12:14  |
| 4. | "Let Go Worries"  | 5:27   |
| 5. | "Let Go Mellow"   | 12:46  |

## Medvirkende
- Anne Linnet – producer, indspilning, mixing, instrumenter, percussion, trommer, stemme
- Anders Rosing – indspilning, mixing
- Flemming Rasmussen – mixing
- Jan Eliasson – mastering
- Marcus Linnet – percussion, trommer
- Arendse Dalgaard – strygere
- Siri Abildgaard – strygere